# Villa medicea di Castello
La villa medicea di Castello si trova nella zona collinare di Castello a Firenze, molto vicina ad altre ville medicee come La Petraia e la Topaia, ed è famosa soprattutto per i magnifici giardini, secondi solo a quelli di Boboli. Oggi la villa, chiamata anche Villa Reale, L'Olmo o Il Vivaio, è visitabile solo su prenotazione in occasioni speciali perché sede dell'Accademia della Crusca e dell'Opera del Vocabolario Italiano. Il giardino retrostante invece è aperto regolarmente e gestito dalla Direzione regionale Musei Toscana, organo periferico del Ministero per i beni e le attività culturali.

## Storia

### Le origini

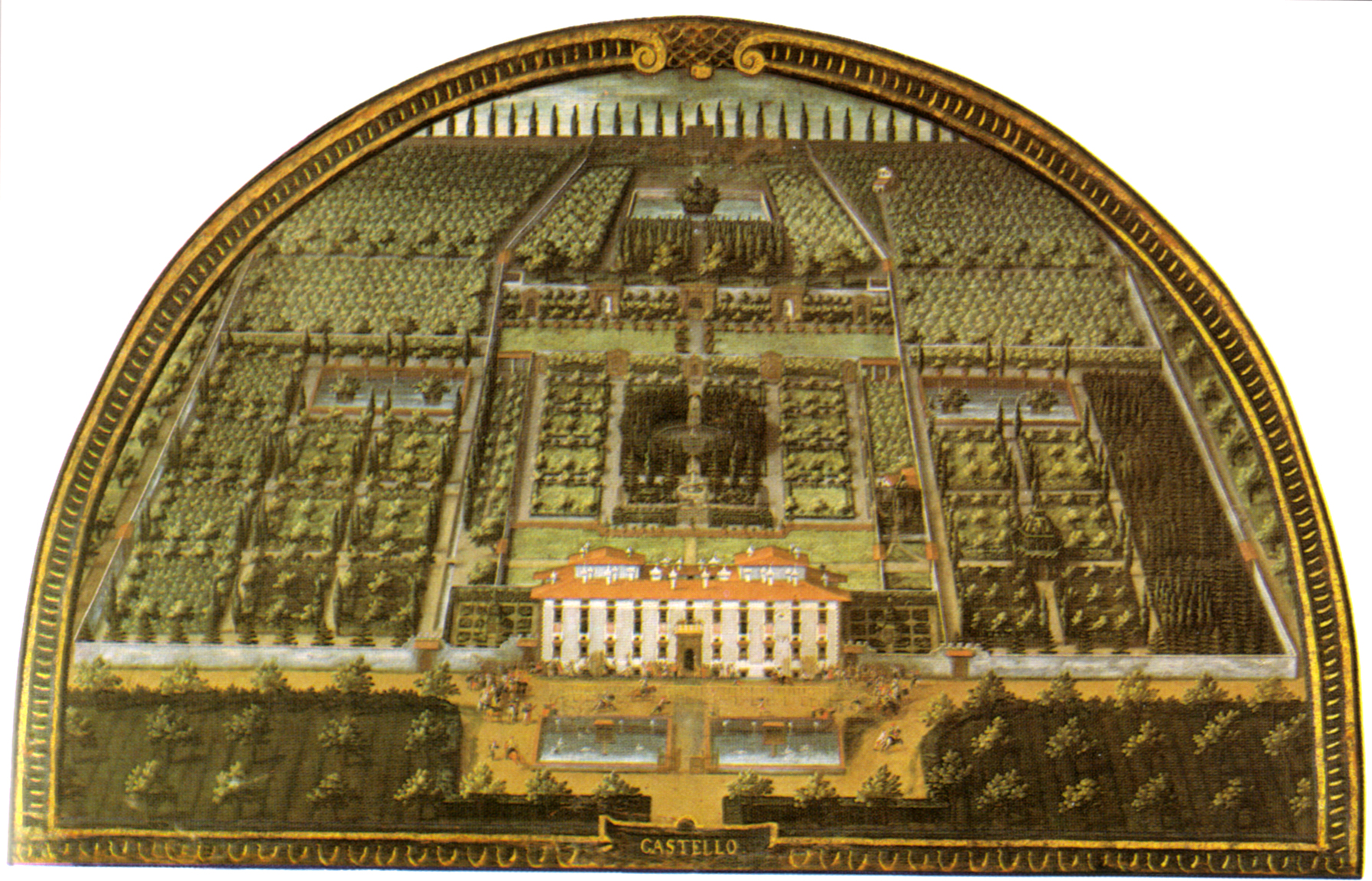
La Villa di Castello in una lunetta di Giusto Utens

Il toponimo della località Castello deriva dalle cisterne (castellum) di un acquedotto romano che qui aveva il suo tracciato. Questo acquedotto fu fatto costruire dal senatore Marco Opellio Macrino (164-218) che, nel 217, diventerà Imperatore di Roma. Lungo l'acquedotto c'erano serbatoi d'acqua chiamati "castelli" e la borgata prese il nome di Castello dell'Olmo, per un olmo che era in questo punto.
La villa, che già esisteva nel XIV secolo, fu acquistata alla famiglia Della Stufa verso il 1477, da Lorenzo e Giovanni di Pierfrancesco de' Medici, appartenenti al ramo "popolano" della famiglia, che l'ampliarono e l'arricchirono di opere d'arte. Lorenzo, da non confondere con il cugino Lorenzo il Magnifico, fu uno dei più grandi committenti di Sandro Botticelli: gli commissionò La Primavera e La nascita di Venere proprio per decorare questa villa, grandi dipinti che oggi sono il vanto degli Uffizi.
Alla morte di Giovanni di Pierfrancesco la Villa fu ereditata dalla vedova e dal figlio Giovanni delle Bande Nere che vi risiedette con la moglie Maria Salviati (figlia di Lucrezia de' Medici che era figlia di Lorenzo il Magnifico) e il figlio Cosimo. Il matrimonio tra Maria Salviati e Giovanni dalle Bande Nere (figlio Giovanni di Pierfrancesco de' Medici), fu particolarmente importante, perché per suo tramite si riunirono il ramo principale e quello popolano o cadetto della famiglia de' Medici, e il loro figlio Cosimo venne chiamato a guidare Firenze dopo la scomparsa del Duca Alessandro de' Medici e l'estinzione del ramo primigenio, dando così vita al ramo granducale della dinastia. All'epoca la villa era costituita da una corte, una sala terrena con loggiato, cucine e stalle.
Nell'aprile 1527 il Duca di Urbino stabiliva il suo quartier generale nella villa: egli capeggiava un esercito composto da soldati papalini e francesi che Clemente VII e Francesco I avevano mandato in aiuto di Firenze, minacciata da Carlo V.
I cardinali Silvio Passerini (1459 - 1529), Innocenzo Cybo (1491 - 1550) e Niccolò Ridolfi (1501 - 1550), mandati dal Papa a Firenze come suoi "Legati" insieme a Ippolito dei Medici e ad Alessandro dei Medici, si recarono a Castello a prendere accordi con il Duca di Urbino, per paura di una rivolta del popolo fiorentino. La rivolta scoppiò, ma fu domata dal Duca di Urbino che era stato precedentemente informato dal comandante della guardia del palazzo Medici di via Larga.
Nel 1529 gli Otto di Guardia e Balia ordinarono di distruggere raccolti, case, ville, chiese, muri e alberi intorno alla città, per impedire al nemico di trovare viveri, alloggi, costruzioni da fortificare: anche gli abitanti di Castello dovettero evacuare il loro borgo e correre a Firenze.
La villa venne saccheggiata e incendiata durante l'assedio di Firenze (1529-1530), come la quasi totalità delle altre strutture fuori mura cittadine, ma fortunatamente, rispetto alle altre ville del contado, riportò danni minori.
Con la caduta della Repubblica, Castello ricostruì le case distrutte e gli abitanti tornarono al lavoro dei campi e alle occupazioni consuete.

### Cosimo I
Dal 1538, Cosimo, divenuto nel frattempo duca di Firenze, fece ristrutturare la villa da Giorgio Vasari e commissionò a Niccolò Tribolo il progetto del giardino, che fosse un luogo di magnificenza da usare come rappresentanza e propaganda politica, considerato dal Vasari uno dei più "ricchi giardini d'Europa". Esso era una diretta rappresentazione del potere personale e dinastico del Principe. Il giardino fu uno dei primi grandi esempi di giardino all'italiana e enorme fu l'influenza che ebbe sull'arte del giardinaggio successivo, a partire dal suo più diretto discendente, il Giardino di Boboli, realizzato poi dallo stesso Tribolo. Importantissimi furono anche i contributi dell'ingegnere idraulico Pierino da San Casciano e di Benedetto Varchi.
La simbologia del parco è quella, nel progetto originale, di fare una rappresentazione in versione di microcosmo della Toscana, con l'Appennino in alto (simboleggiato dalla statua dell'Ammannati) e i due fiumi che bagnano Firenze (Arno e Mugnone) simboleggiati da due rivi che scendono due fontane rustiche, allegorie del Monte Falterona e del Monte Senario. Due statue sottolineano la simbologia e sono poste dove scendono le acque: Il Mugnone con Fiesole e l'Arno, appunto. Faceva parte di questa simbologia anche la fontana di Venere-Fiorenza, spostata alla Villa La Petraia dal Settecento. La grotta degli Animali era una metafora della pacificazione dell'universo vivente da parte di Cosimo, mentre una serie di sculture lungo i lati del giardino inferiore chiudevano la simbologia, con riferimenti alle virtù di casa Medici ed ai benefici che da essa discendono alla città di Firenze. Nel loggiato della villa esisteva un ciclo di affreschi celebrativi di Pontormo dedicato al Ritorno dell'età dell'oro (1538-1543).
Dopo la morte del Tribolo (1550) i lavori vennero seguiti, attenendosi il più possibile ai progetti del primo architetto, da Davide Fortini (suo genero) e poi da Giorgio Vasari. Il progetto iniziale del grande giardino e del raddoppio della villa non venne però mai realizzato, perché il Granduca nel frattempo aveva iniziato altri progetti che lo appassionarono maggiormente, come la ristrutturazione di Palazzo Vecchio e la nuova residenza granducale di Palazzo Pitti, acquistato nel 1549.

### Gli altri Medici
Quando la villa passò nelle mani di Ferdinando I de' Medici, figlio di Cosimo, fu finalmente completata tra il 1588 e il 1595, mediante l'ampliamento sul lato di levante, la decorazione delle facciate esterna e interna e un nuovo portale d'ingresso verso sud. A questo periodo risale l'aspetto immortalato dalla lunetta di Giusto Utens già per la villa di Artimino e oggi al Museo di Firenze com'era. In questo periodo, al massimo dello splendore, la villa fu visitata due volte da Michel de Montaigne (nel 1580 e 1581), una da Joseph Fürttenbach.

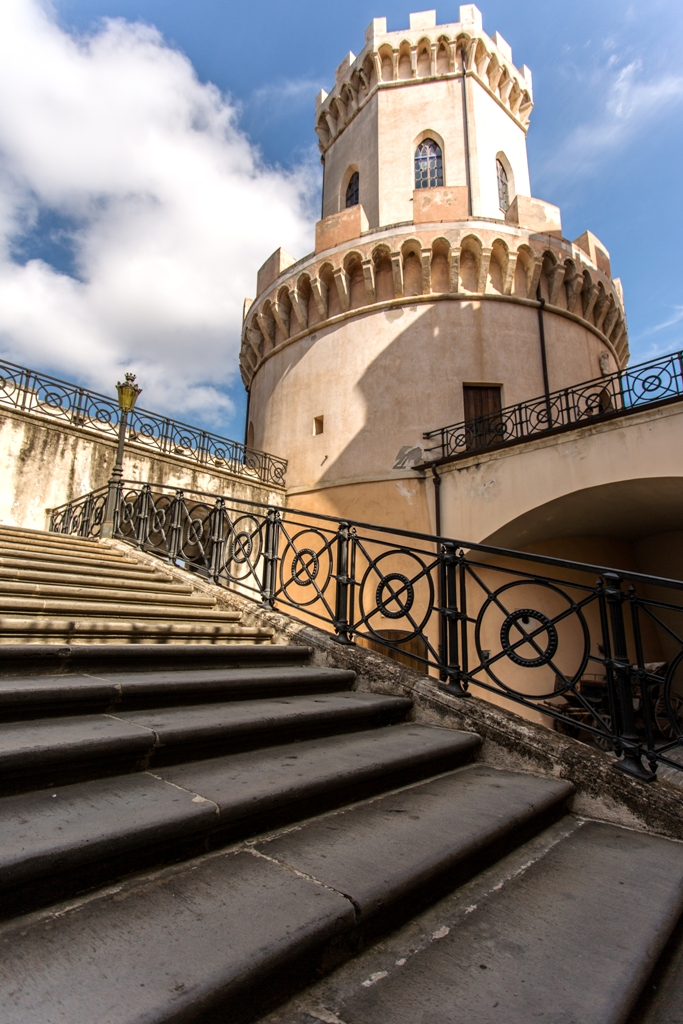
Dettagli indicati in una filza d’epoca

Vi soggiornarono in seguito vari membri della famiglia. Tra i più significativi si ricordano: 
- Maria Maddalena d'Austria, che qui fu alloggiata prima di entrare in città per sposare Cosimo II;
- Cristina di Lorena, che vi morì nel 1636;
- Don Lorenzo de' Medici, che fece eseguire l'affresco della Vigilanza e il Sonno al Volterrano (1640 circa);
- Il cardinale Giovan Carlo de' Medici, che non vi fece eseguire lavori artistici, a differenza di altre ville, e vi morì nel 1663;
- Cosimo III che la visitò spesso, anche se preferiva soggiornare nella sua attigua Villa della Topaia; egli vi coltivò la preziosa specie botanica del gelsomino indiano detto "mugherino", dono del Re del Portogallo Pietro II del 1688, per la cui coltivazione venne appositamento il tepidario ancora esistente detto "mugherino", nell'Ortaccio.

### I Lorena

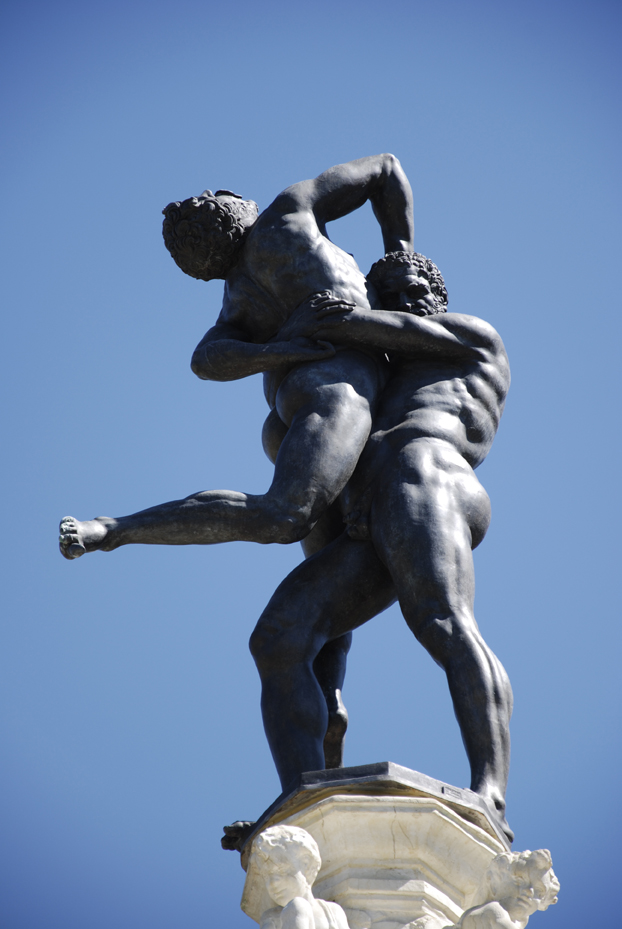
Ercole e Anteo, posti all'apice dell'omonima fontana realizzata tra il 1538 e il 1560 da Niccolò Tribolo, Bartolomeo Ammannati e Pierino da Vinci

Come gli altri possedimenti dei Medici passò ai Lorena all'estinzione della dinastia, che approntarono alcuni interventi in chiave funzionale: la costruzione di due limonaie, per la magnifica collezione di agrumi che venne ulteriormente ampliata e la realizzazione del parco all'inglese. Le sculture e le decorazioni del giardino vissero invece un periodo di trascuramento, per via della mentalità di stampo illuministico che era completamente estranea al quadro celebrativo e alla filologia del parco originario. Furono così interrati i vivai, smantellate le due fontane rustiche, tagliati i giochi d'acqua della grotta, spostata la fontana di Fiorenza e sostituita con quella di Ercole e Anteo. Fu inoltre ricostruito il muro di fondo e decorato con busti e statue neoclassiche, un'opera pregevole, ma forse non sufficiente a giustificare le perdite rispetto al periodo cinquecentesco.

### L'Ottocento
Nell'epoca napoleonica furono approntate numerose trasformazioni, tra le quali la creazione di una ghiacciaia e la realizzazione di decorazioni in stile neoclassico dentro la villa.
Nel 1818, durante la restaurazione, Leopoldo II di Lorena volle riunire i due possedimenti di Castello e Petraia mediante un viale di collegamento fra le due ville.
Col tempo sempre più trascurata, con una sostanziale mancanza di manutenzione che ne segnò inequivocabilmente il destino, fu ignorata dai Savoia che le preferirono la vicina villa della Petraia.

### Il Novecento
La proprietà fu donata nel 1919 da Vittorio Emanuele III allo Stato Italiano. La villa venne privata dei preziosi arredi, defluiti verso altre ville, e fu sede di disparate attività: abitazione dei giardinieri, scuola elementare e ospedale militare. Negli anni settanta si è provveduto a un sostanziale restauro architettonico della villa, che ha però sacrificato gran parte delle decorazioni Sette-Ottocentesche, ed è stata destinata a sede stabile dell'Accademia della Crusca, funzione che mantiene tuttora.
Il giardino invece, già aperto al pubblico in quel periodo, è stato istituito come museo nazionale nel 1984. Da allora è iniziato un riordino delle specie arboree, dei prati, del giardino segreto (con l'inserimento di erbe aromatiche e medicinali), il restauro delle limonaie, delle sculture e del sistema idrico, con la previsione del ripristino dei giochi d'acqua nella grotta degli animali. La fontana di Anteo è stata smontata per restauro e verrà sostituita da un calco. Tra i progetti futuri ci sono la creazione di un centro di accoglienza e didattica, di una caffetteria e di un sistema di illuminazione che permetta la visita notturna. Quest'ultimo progetto sarebbe il primo del genere per i musei statali di Firenze e rappresenterà, se verrà messo in pratica, un esempio pioneristico di fruizione culturale notturna.

## La villa

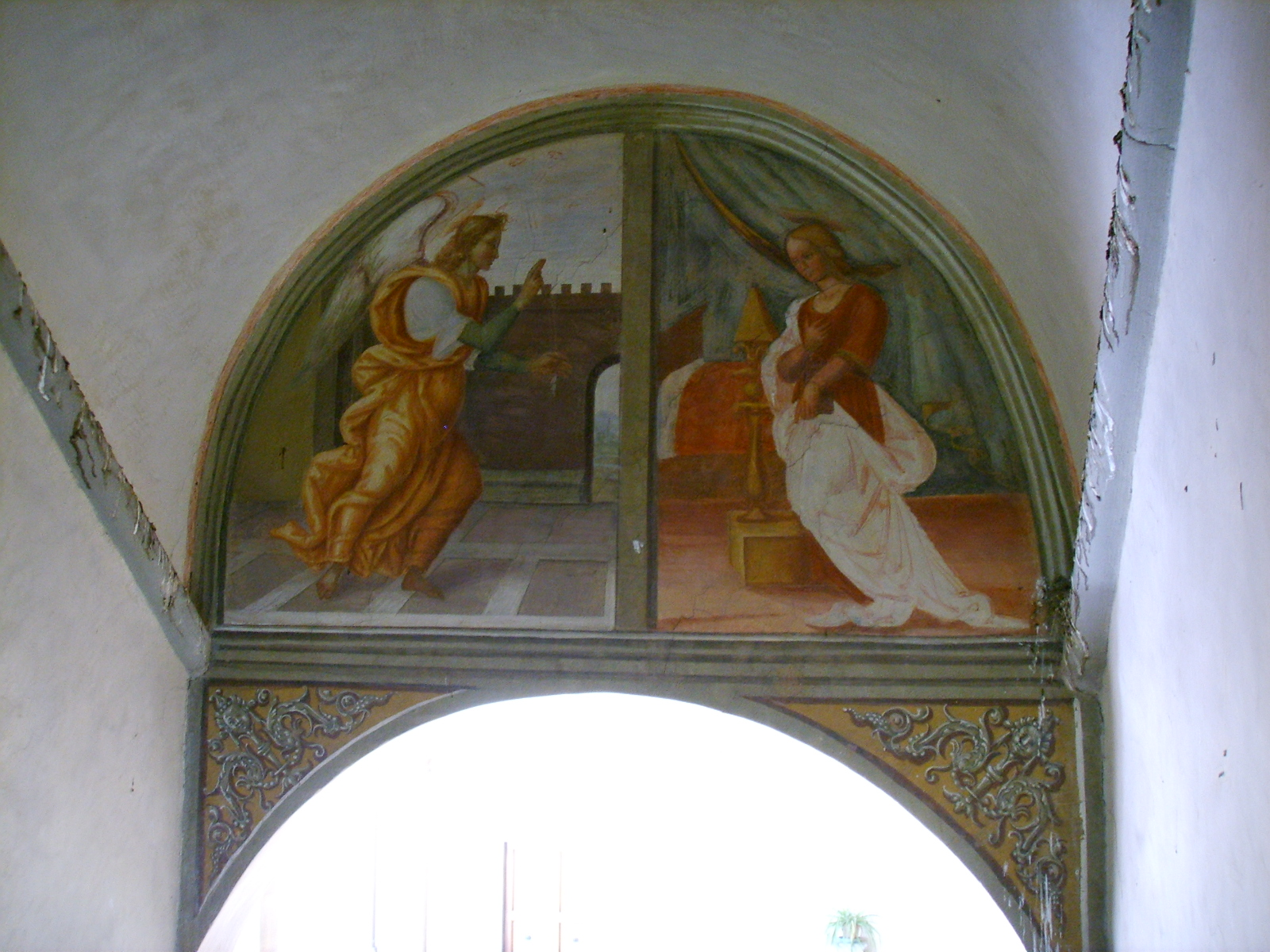
Annunciazione, Raffaellino del Garbo

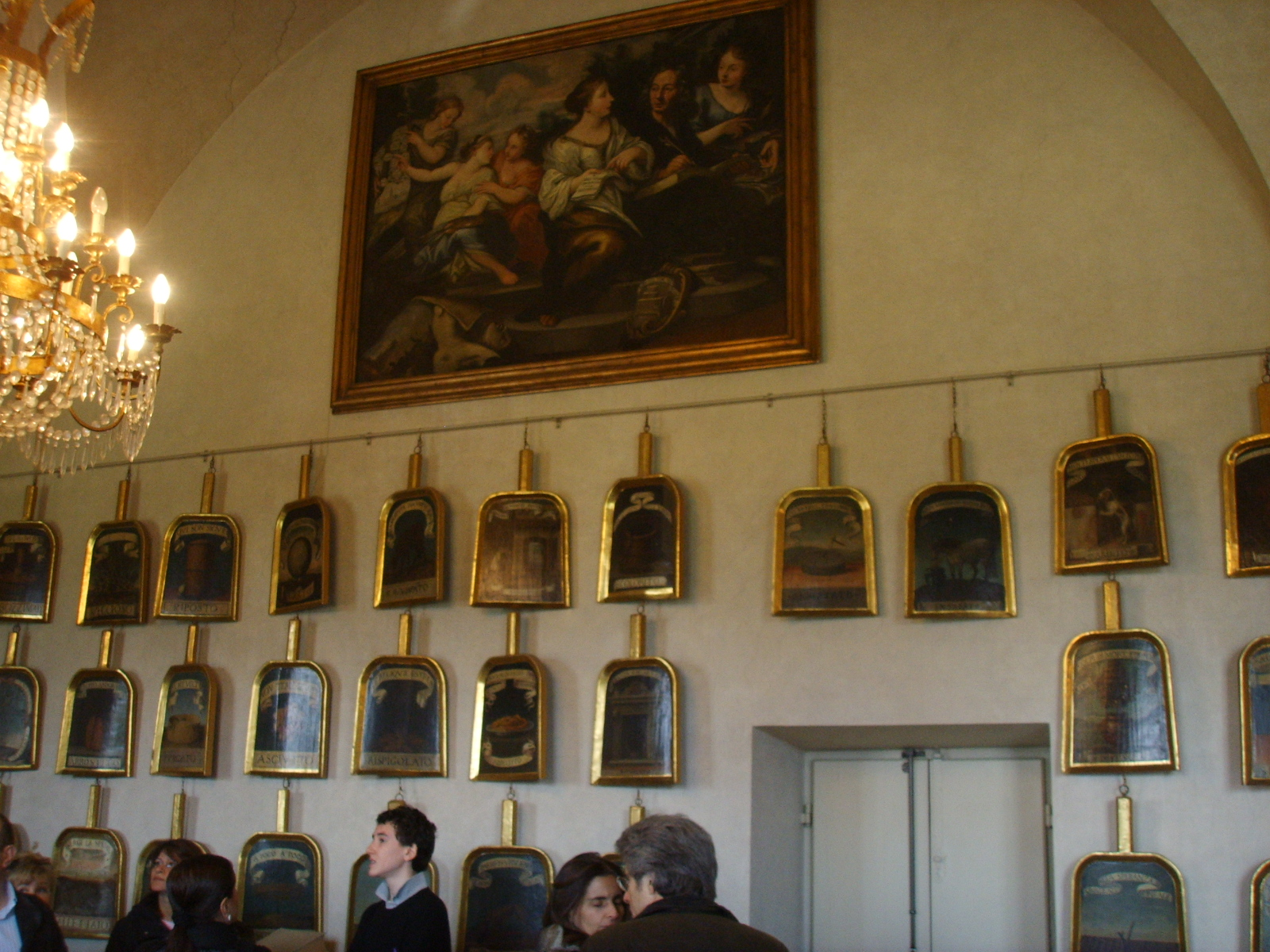
La Sala delle Pale

La villa medicea di Castello presenta una struttura architettonica costituita da un corpo di fabbrica anteriore e un corpo di fabbrica posteriore, entrambi a pianta rettangolare, collegati tra loro su ciascun lato da un corpo di fabbrica quadrangolare; nel loro insieme i quattro corpi di fabbrica addossati tra loro delimitano il cortile interno della villa a pianta rettangolare. L'intero complesso architettonico si articola su due livelli.
La villa ha una pregevole facciata con elementi di sobria semplicità, ma al contempo di grande eleganza: un grande portale in pietra serena e finestre inginocchiate al piano terreno (cioè con un davanzale sostenuto da due volute che facevano pensare a gambe genuflesse), e semplici finestre con soglia e cardinaletti in pietra al primo piano, oltre alle parture rettangolari del sottotetto. Alcune finestre sono dipinte in trompe-l'œil, soprattutto quelle del mezzanino. La serie di finestre al livello del terreno dà invece luce alle cantine.
Il fulcro della villa è il cortile cinquecentesco, con due logge sul lati minori. Della decorazione originale cinquecentesca della villa ornamenti originari è restato in situ solo un'Annunciazione, affresco entro la lunetta a testata della scala, attribuito a Raffaellino del Garbo.
Al piano terreno si trova poi un grande salone con affreschi paesaggistici ottocenteschi, oggi usato per convegni e per sedute pubbliche dell'Accademia della Crusca. Gli affreschi raffigurano le colline attorno a Firenze e alcune vedute immaginarie con rovine incorniciate da colonne dipinte, come per ricreare l'impressione di un loggiato che faccia da tramite al vicino giardino della villa.
Si trovano attiguamente una piccola cappella e la cosiddetta Sala degli armadi, che prende il nome dalle scaffalature. Su soffitto è presente un affresco delle Stagioni.
Sempre al pian terreno si trova la Sala delle Pale, che prende il nome dalle 153 antiche "pale" che vi sono ordinatamente appese sui muri. Ognuna rappresenta un accademico (a partire dalle cinque a sinistra del lato nord-ovest dei primi fondatori, Giovan Battista Deti, Anton Francesco Grazzini, Bernardo Canigiani, Bernardo Zanchini e Bastiano de' Rossi), ed è decorata dallo pseudonimo usato nell'Accademia (spesso un aggettivo legato alla lavorazione del pane come Riscaldato, Azzimo, Ozioso), un motto e una raffigurazione dipinta a mo' di stemma, il tutto su una pala in legno come quelle comunemente usate all'epoca per prendere le granaglie. I due dipinti qui conservati sono particolarmente significativi per la storia dell'Accademia: una allegoria di Filippo Baldinucci, accademico, e un Ritratto di San Zanobi, scelto come protettore dell'istituzione. Anche i singolari diciotto sgabelli (gerle) posti ai lati della stanza sono ricavati da sporte da pane rovesciate con infilata una pala che fungeva da schienale. Un frullone è il simbolo dell'Accademia, lo strumento simile a un setaccio usato anticamente per separare il fior di farina dalla crusca.

### Altre immagini dell'interno

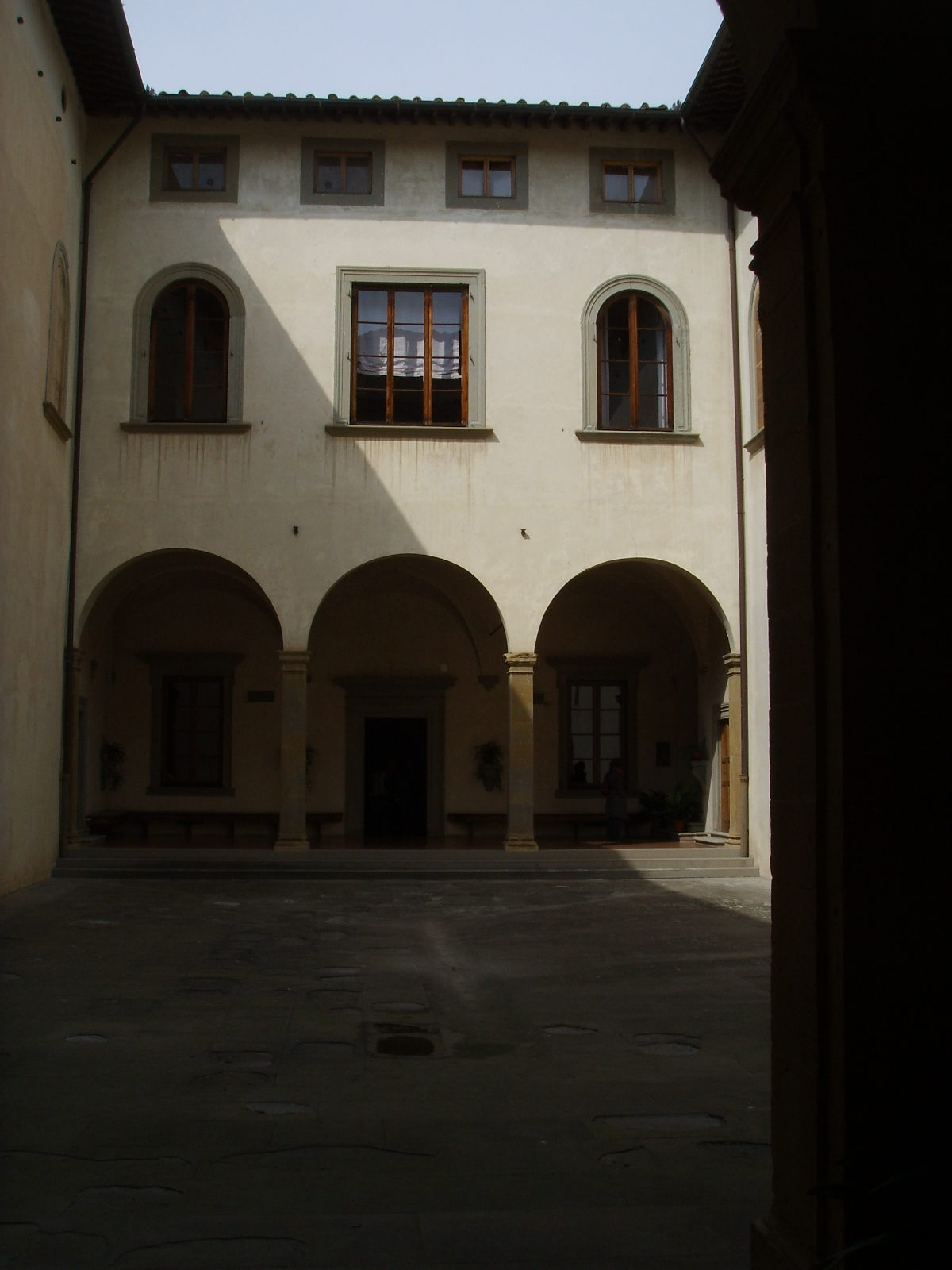
Il cortile interno
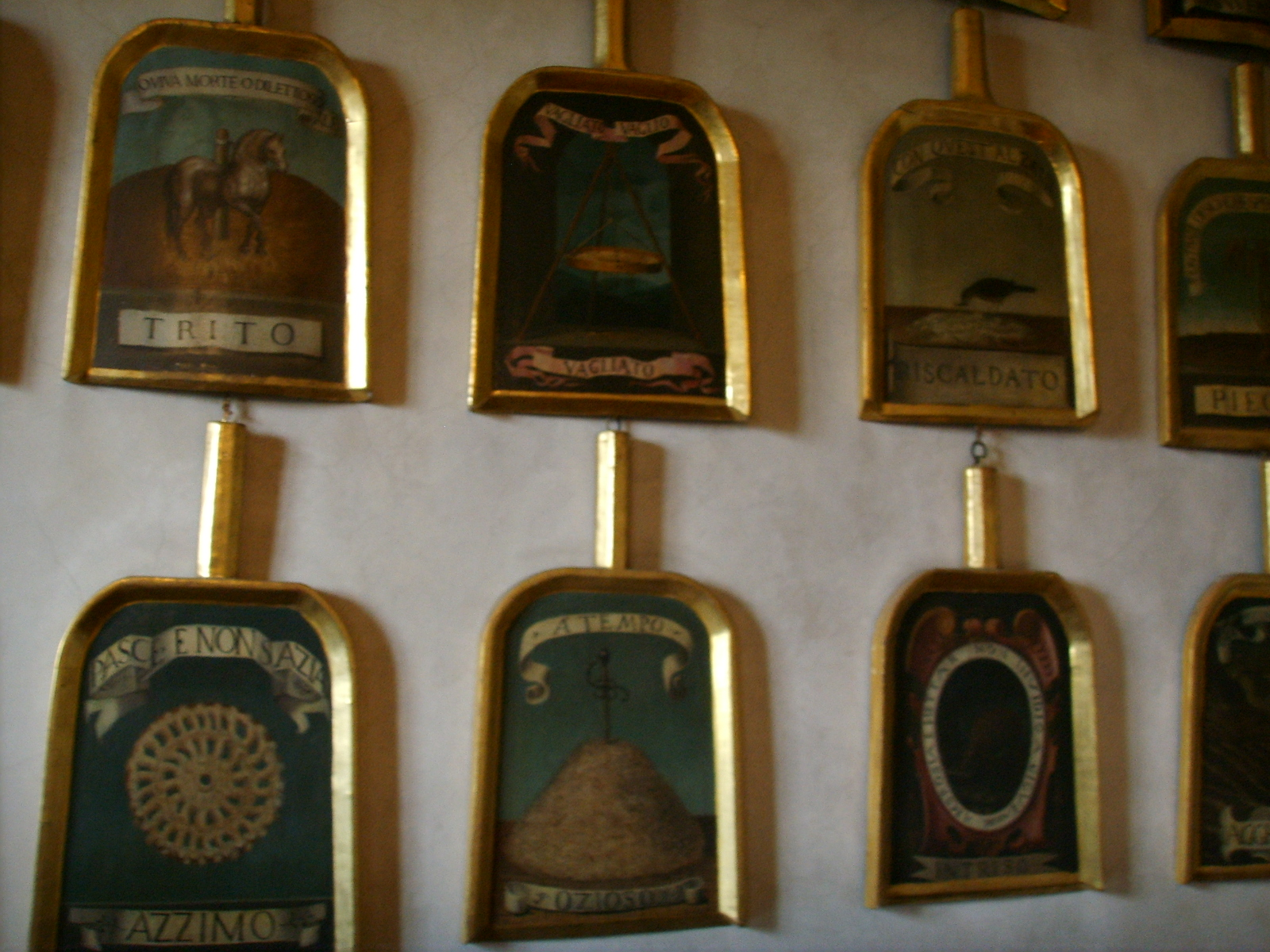
Pale degli Accademici
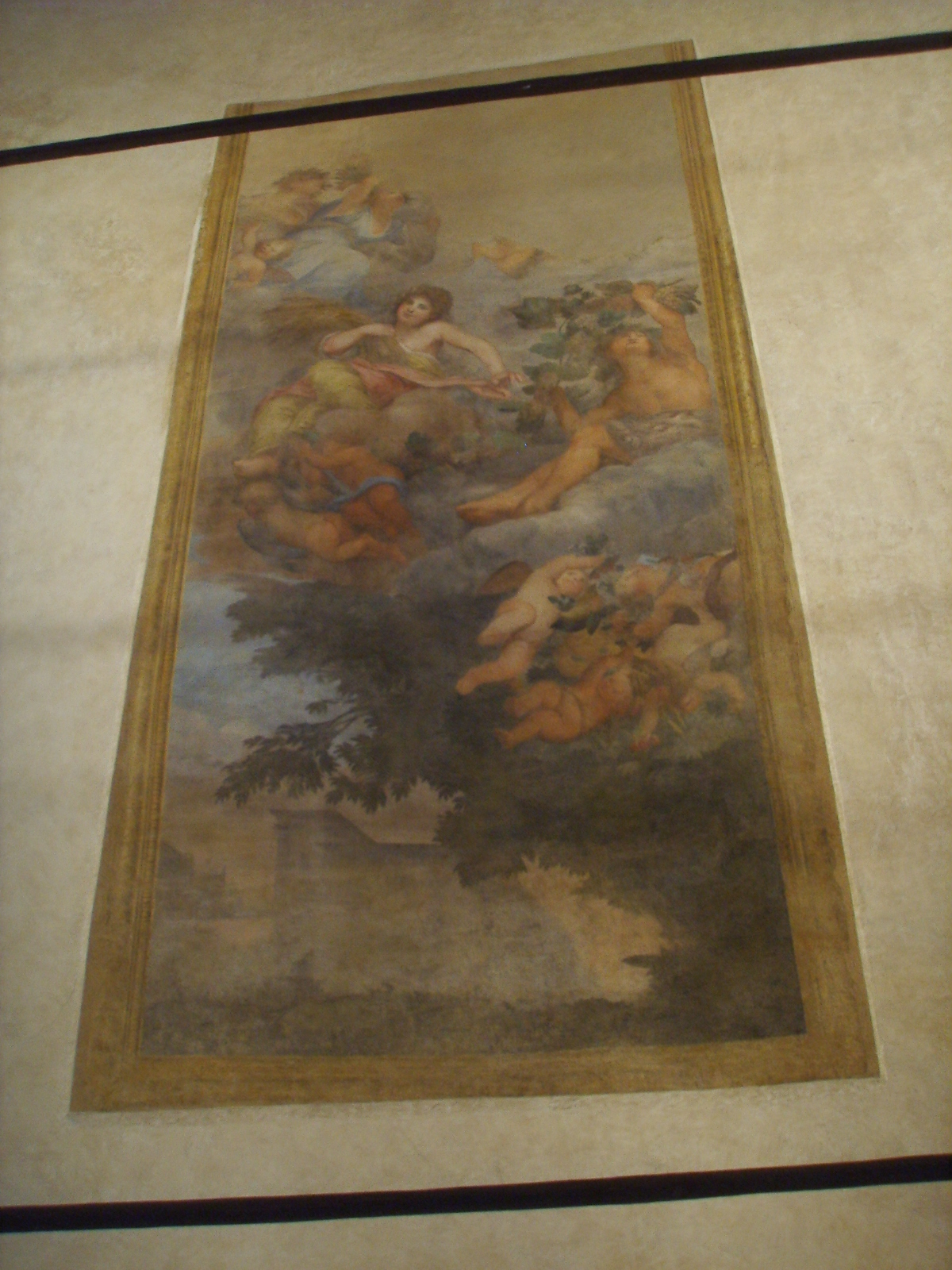
Affresco nella Sala degli Armadi
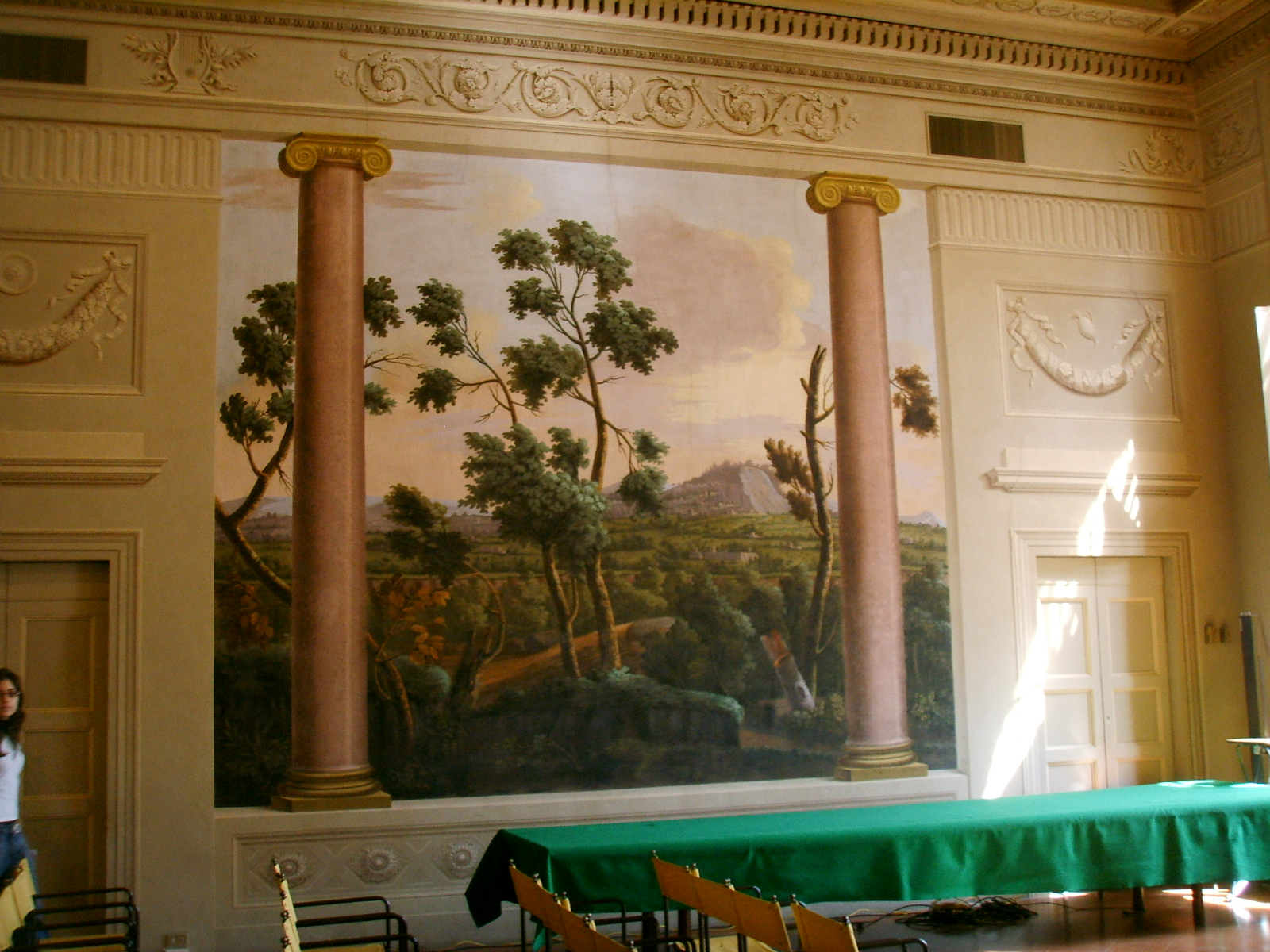
Affreschi naturalistici nella Sala delle riunioni

## Il giardino

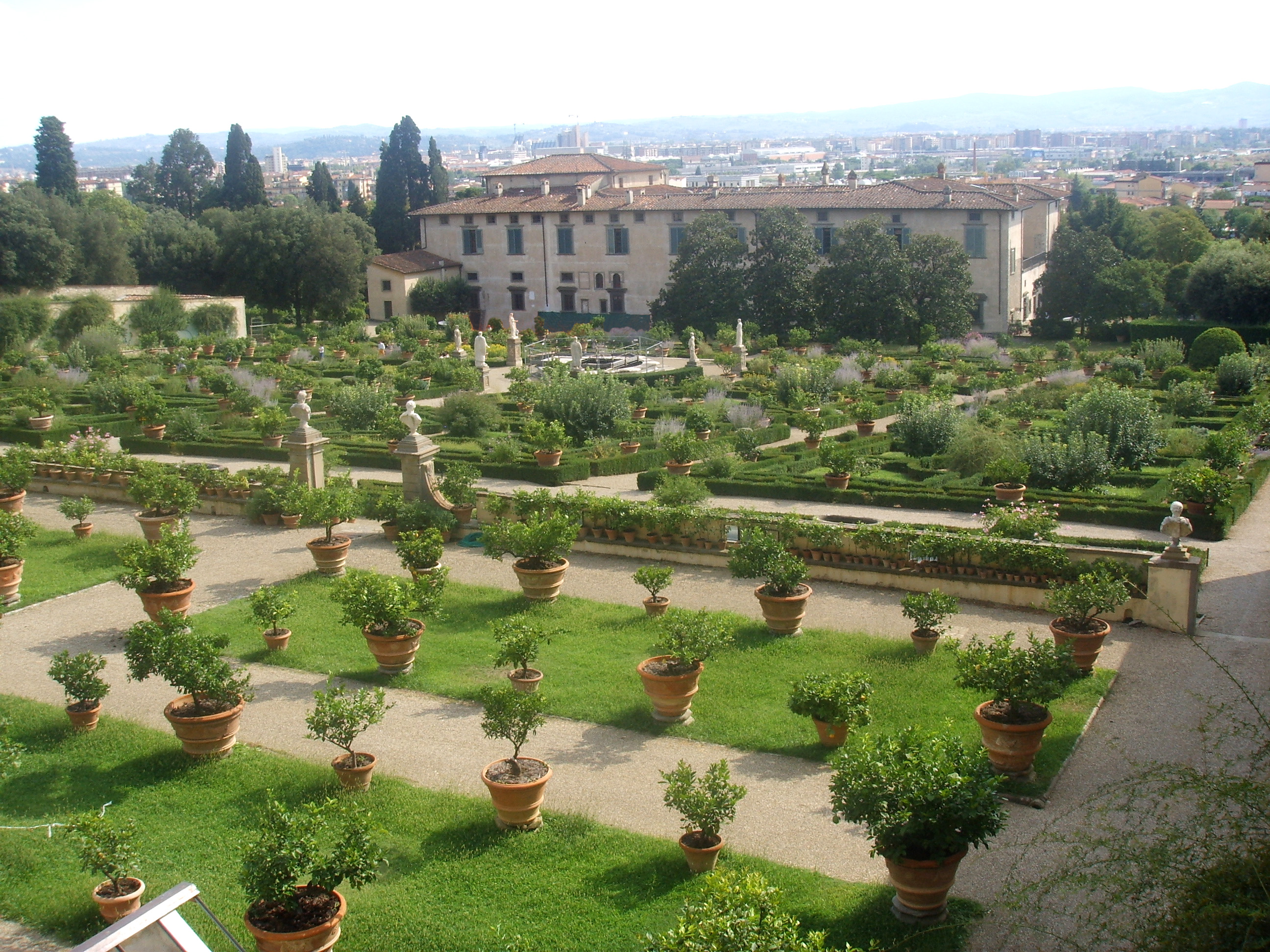
Il giardino all'italiana

Davanti alla villa si dispiega ancora uno scenografico viale alberato, perpendicolare alla via Sestese che termina in un grande piazzale erboso semicircolare, perimetrato da un basso muretto di cinta, dove un tempo si trovavano delle vasche colme di pesci alimentate da due canali laterali. Da queste vasche la villa prese uno dei suoi nomi quello di Villa del Vivaio. Originariamente era previsto il suo prolungamento fino all'Arno. Il viale alberato è oggi un parco pubblico. L'accesso al giardino vero e proprio avviene invece attraverso un grande cancello posto sulla sinistra della villa.
Il giardino rappresenta l'esempio meglio conservato di "giardino all'italiana" secondo i canoni e le descrizioni di Leon Battista Alberti. Alcuni elementi sono riconducibili alle origini quattrocentesche, come la forma compatta e geometrica, qui disposta su tre terrazze digradanti verso il retro della villa, ma numerose e di gran pregio sono anche le aggiunte del secolo successivo, come la Grotta degli Animali, le figure rustiche e la presenza dell'acqua, più tipiche del manierismo.
Il giardino si dispiega attorno a un asse centrale perpendicolare alla villa.
Nell'agosto 2013 il giardino si è aggiudicato il premio come parco più bello d'Italia nell'XI edizione del concorso per la categoria Parchi Pubblici

### Prima terrazza

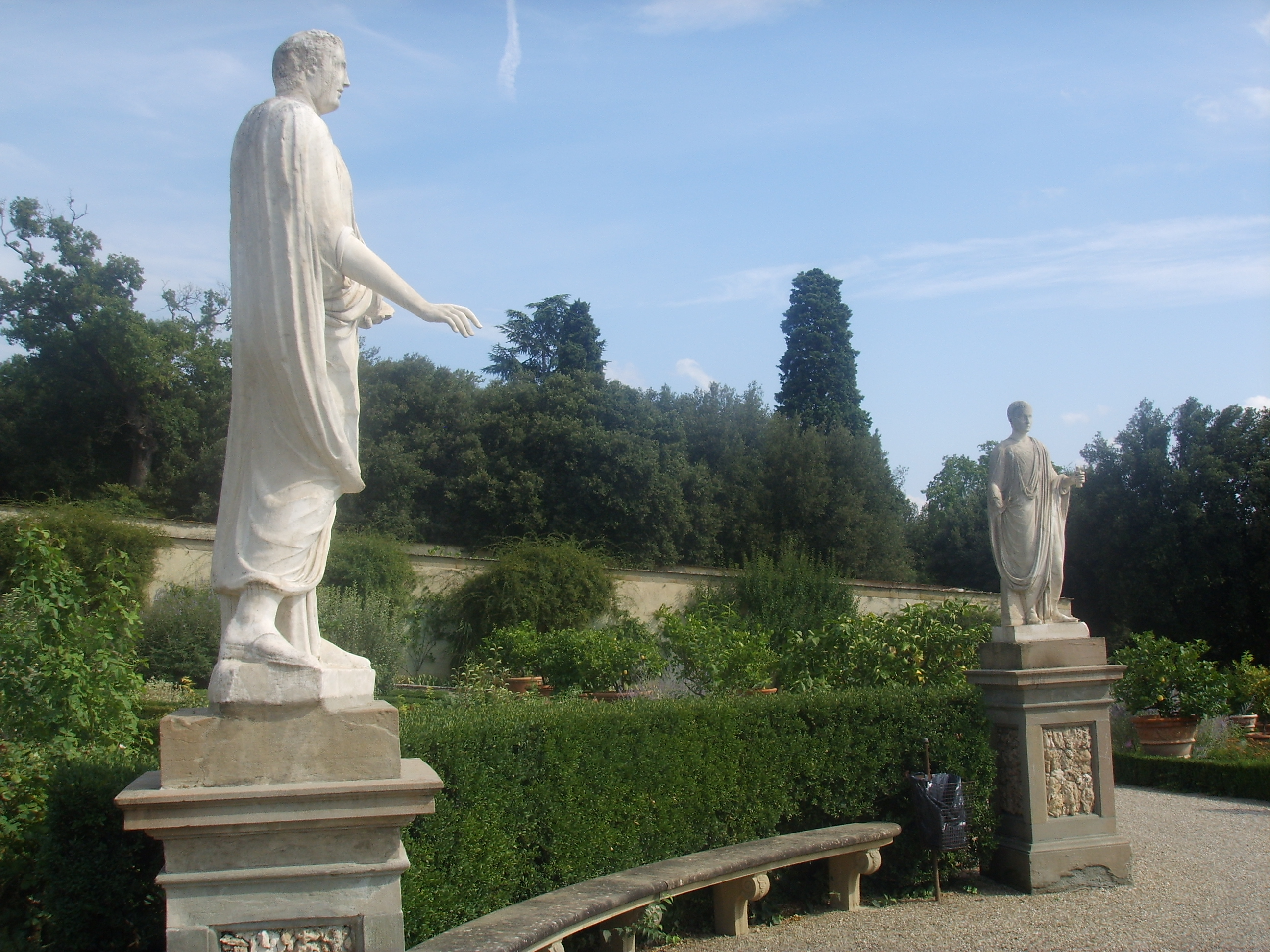
Le sculture attorno alla fontana della prima terrazza

La prima terrazza, quasi un prolungamento della villa stessa, presenta 16 aiuole quadrate o quadrangolari con al centro una grande fontana a vasca, opera del Tribolo, con la collaborazione di Pierino da Vinci (1538-1548), sulla quale si trova la statua di Bartolomeo Ammannati raffigurante Ercole e Anteo. La fontana, che con il suo spruzzo alto tre metri ("sei braccia") era una delle meraviglie dell'ingegneria del parco, è stata restaurata, dopodiché le parti statuarie rimovibili sono state sostituite da copie e destinate (almeno in questa prima fase) alle sale interne della vicina villa La Petraia. Anticamente nel centro del giardino si trovava la Venere-Fiorenza di Giambologna, che oggi troneggia invece alla Petraia.
Grazie alla lunetta di Giusto Utens della serie delle ville medicee conservata sempre alla Petraia, si conosce che fino almeno al 1599 la fontana era circondata da un boschetto di alloro e mirto. Oggi invece lattorno alla vasca sono disposte alcune sculture classiche, collocate nel corso del riordino del 1785-1788.

### Seconda terrazza

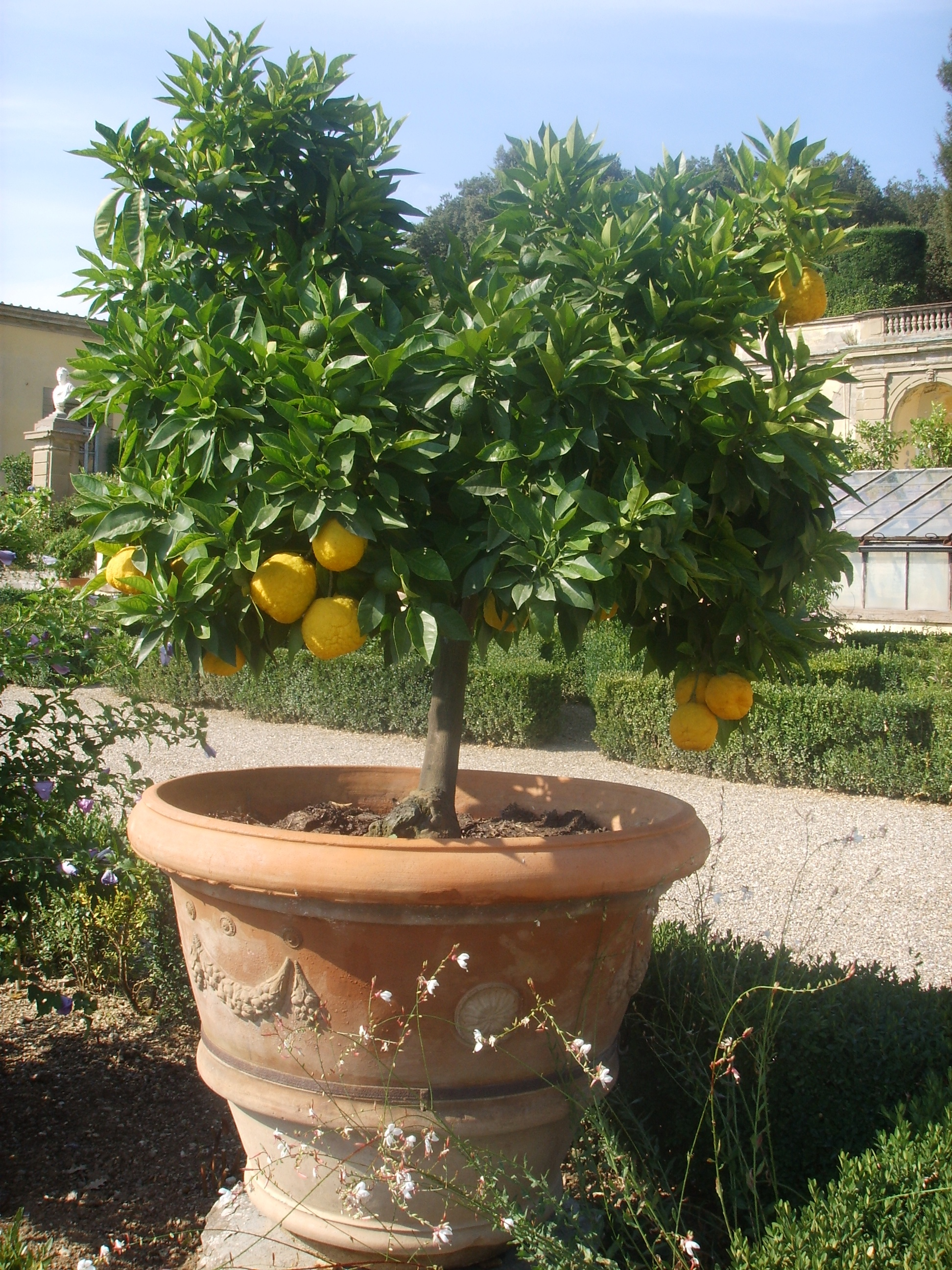
Vaso con agrumi

Due serre delimitano i lati della seconda terrazza conosciuta come Giardino degli agrumi. In primavera in tutte le terrazze, ma soprattutto in questa viene collocata all'aperto la straordinaria collezione di circa 500 piante in vaso di agrumi ornamentali, antichi, rari e pregiati, una delle più importanti al mondo nel suo genere. Questi agrumi, chiamati anche le "bizzarrie" sono frutto di innesti e sperimentazioni su tutte le specie conosciute, fin dai tempi dei Medici.
I Medici infatti avevano una vera e propria passione per queste piante, esotiche per i freddi inverni della Toscana, e diffusero questa moda a tutte le famiglie patrizie. Per gli agrumi vennero costruite le limonaie per svernare e sempre per la loro coltivazione si diffusa la foggia dei grandi vasi o conche di terracotta che permettevano lo spostamento stagionale. I limoni di Castello sono i più pregiati di tutte le ville Medicee nel periodo della fruttificazione, in estate, vi si possono ammirare varietà molto curiose e rare: gli enormi pampaleoni, i piccoli limoncini zigrinati o con venature verdi, il limone sfilacciato, i cedri profumati, eccetera.
Il piano di calpestio è decorato da sassi di fiume di vari colori, e nasconde giochi d'acqua con zampilli da terra che vengono attivati solo in occasioni speciali.

### La grotta degli animali

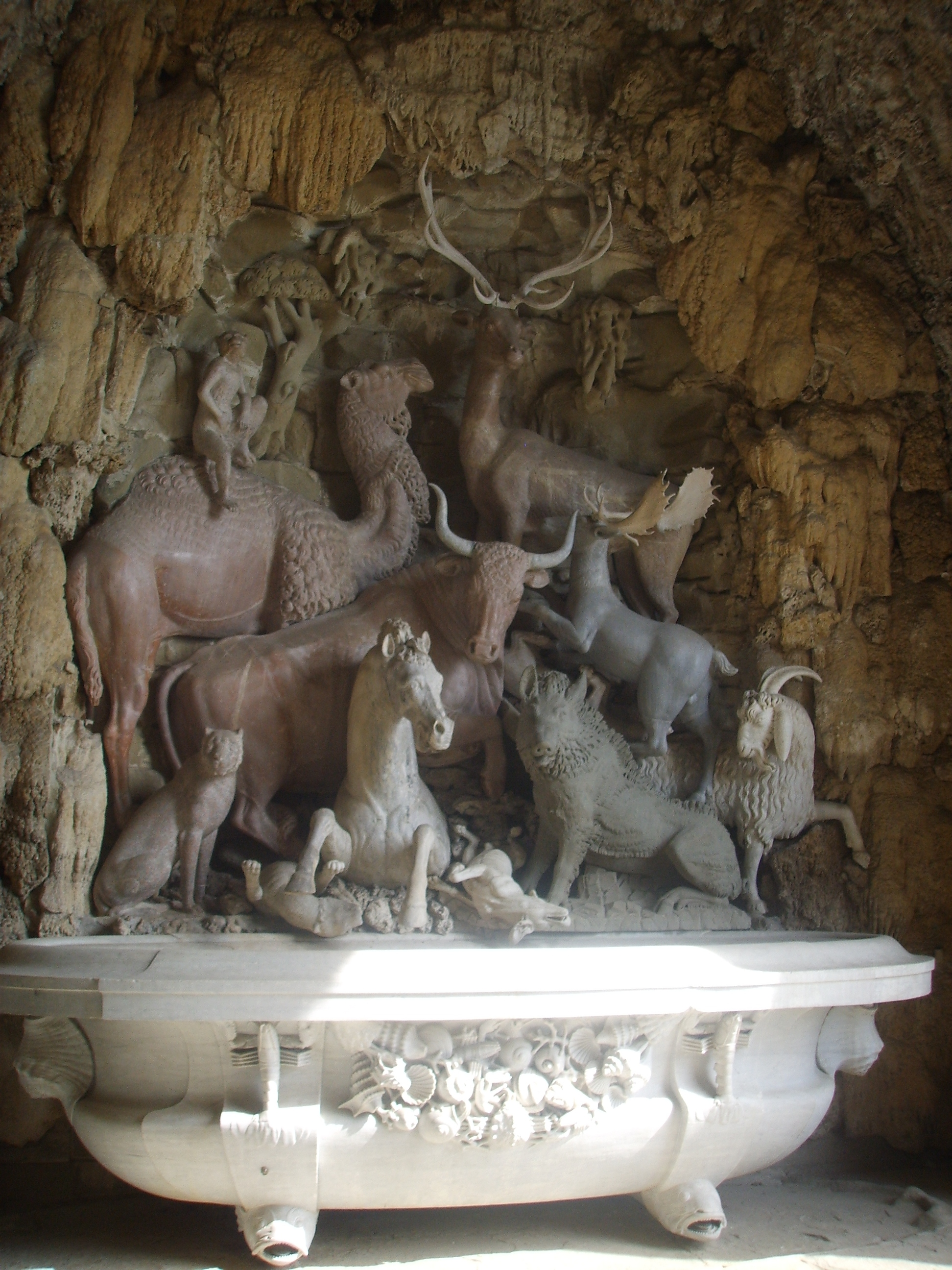
La terza vasca (destra), Grotta degli Animali

La grotta degli animali è uno degli ambienti architettonici più suggestivi e rilevanti dell'architettura manierista, pur essendo realizzata in un periodo nel quale i caratteri del nuovo stile non erano ancora ben definiti. Fu ideata dal Tribolo, che oltre all'architettura scolpì direttamente le vasche, e forse portata a termine da Giorgio Vasari, avvalendosi delle sculture del Giambologna, una piccola parte delle quali, raffiguranti vari volatili, si trova oggi al museo del Bargello. Montaigne, che visitò il giardino nel 1581, rimase incantato dalla grotta e la descrisse nelle memorie del suo viaggio in Italia.
Vi si accede da un portale fiancheggiato da due colonne tuscaniche, ed è completamente rivestita di concrezioni calcaree (chiamate "spugne"), mentre sul soffitto della prima camera e sull'arco che introduce alla seconda si trovano mosaici policromi a motivi geometrici e figurativi fatti con ciottoli e conchiglie. L'interno è composto da una stanza principale e una seconda più piccola che si apre come una "scarsella". Su ciascun lato è presente una fontana composta da una vasca marmorea sormontata da gruppi di animali scolpiti in pietre diverse, che costituiscono un insieme decorativo policromo di grande suggestione. Un complesso sistema idraulico alimenta una serie di zampilli che si originano dalla volta, dal pavimento e dagli stessi animali, offrendo al visitatore la sorpresa di giochi d'acqua, che rinfrescavano l'atmosfera dalla calura e rendevano la roccia lucida e scintillante come in un'atmosfera irreale. Al centro della grotta forse era previta una statua di Orfeo, che nella mitologia incantava gli animali con la musica, descritta dagli antichi viaggiatori e rimossa in epoca imprecisata.
Accanto alla grotta si aprono due nicchie con vasche e i calchi delle sculture dei gladiatori, opere di Domenico Pieratti, una delle quali frutto dell'integrazione di una statua antica, copia romana di un originale attribuito a Lisippo, i cui originali sono alla Petraia.

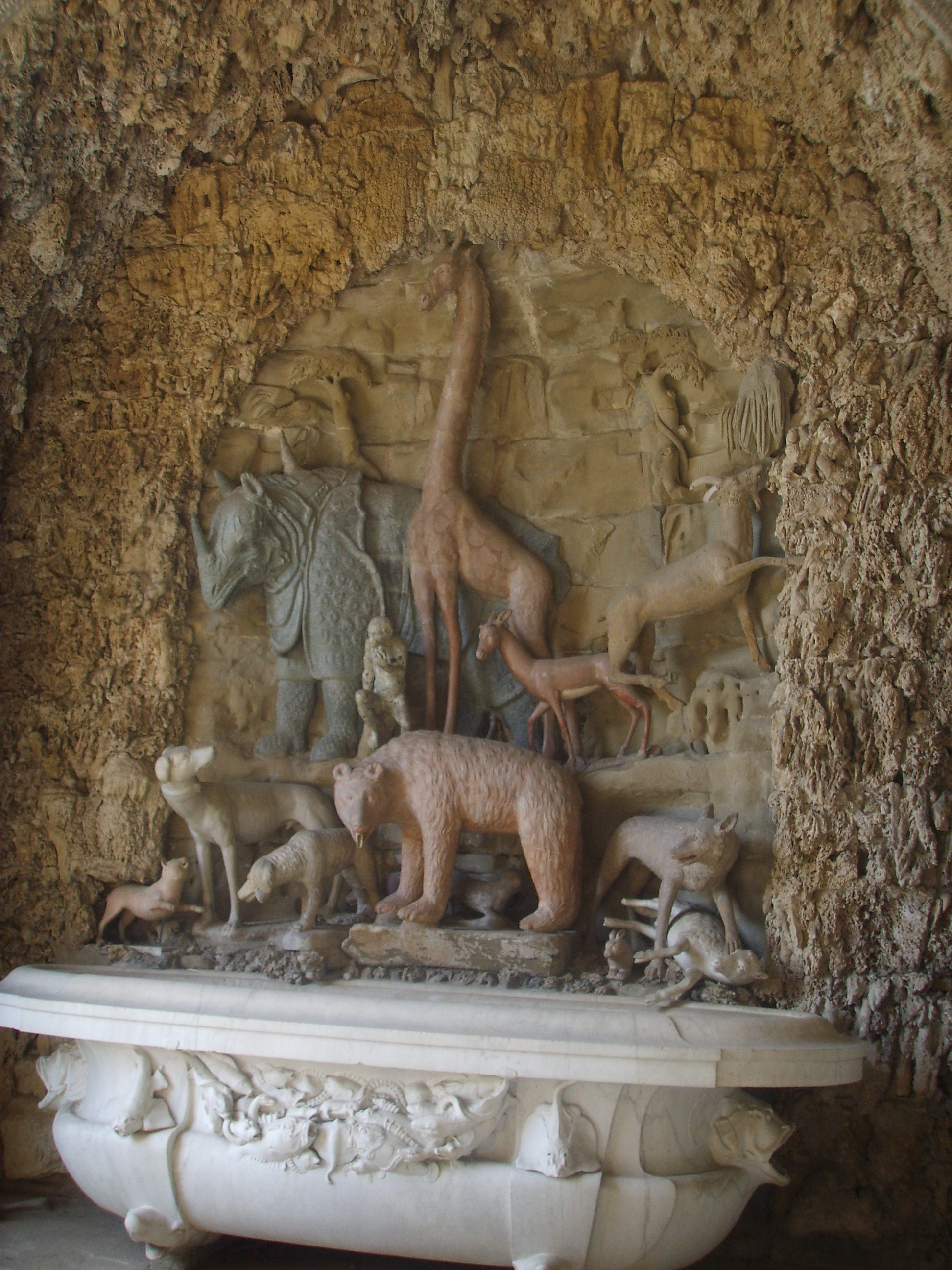
Vasca di sinistra
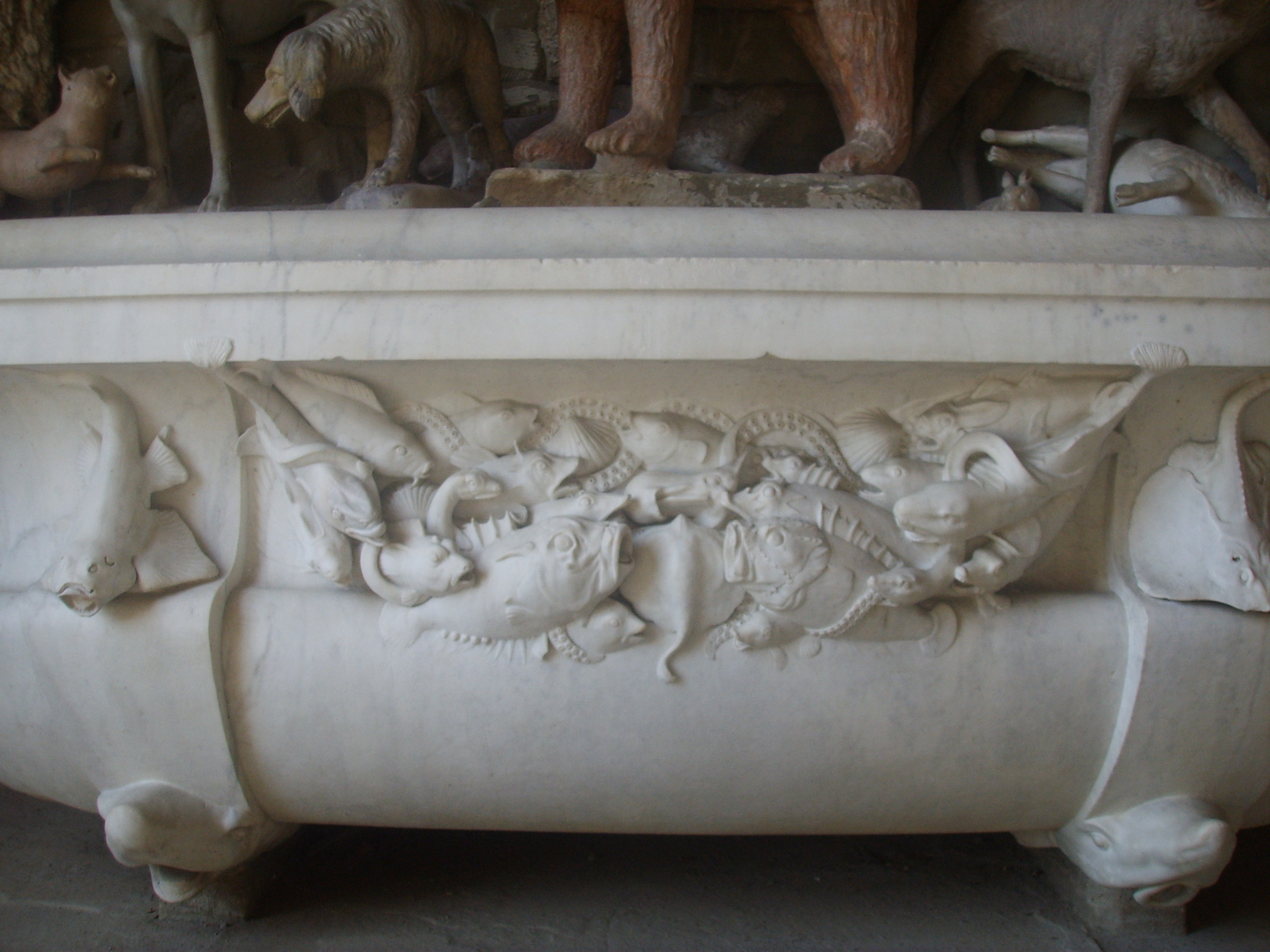
Vasca di sinistra, dettaglio
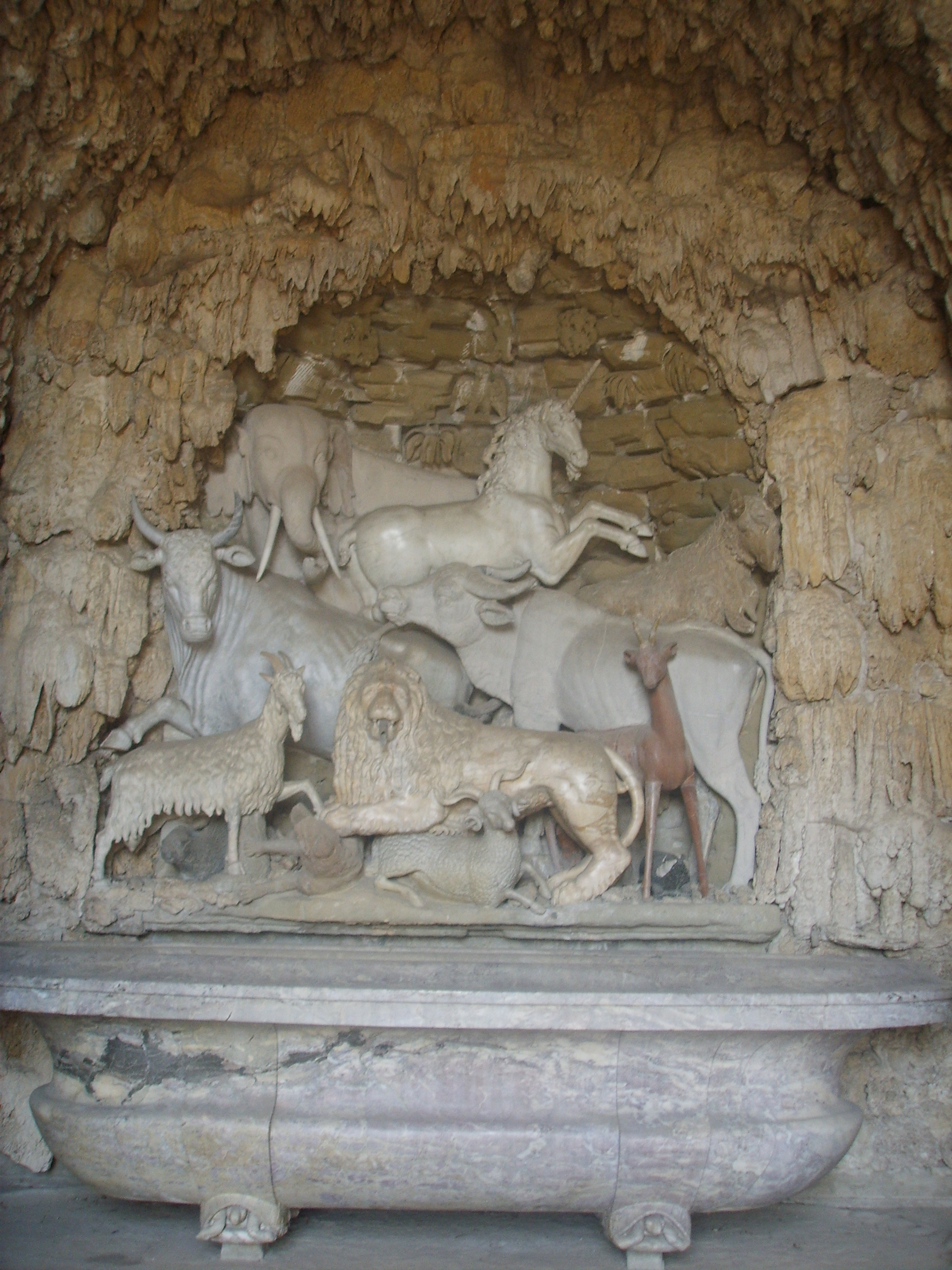
Vasca centrale
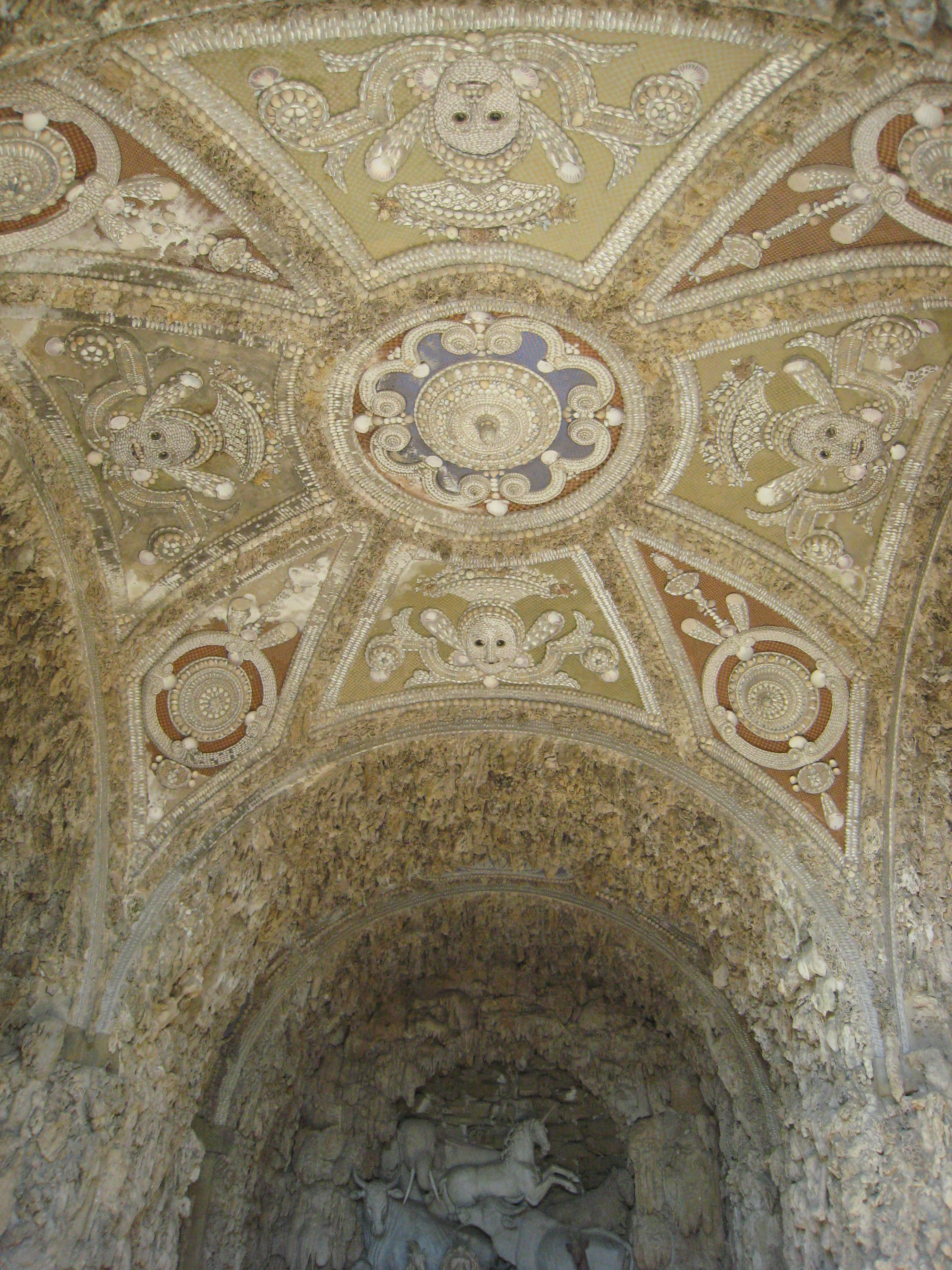
Il soffitto

### I giardini segreti

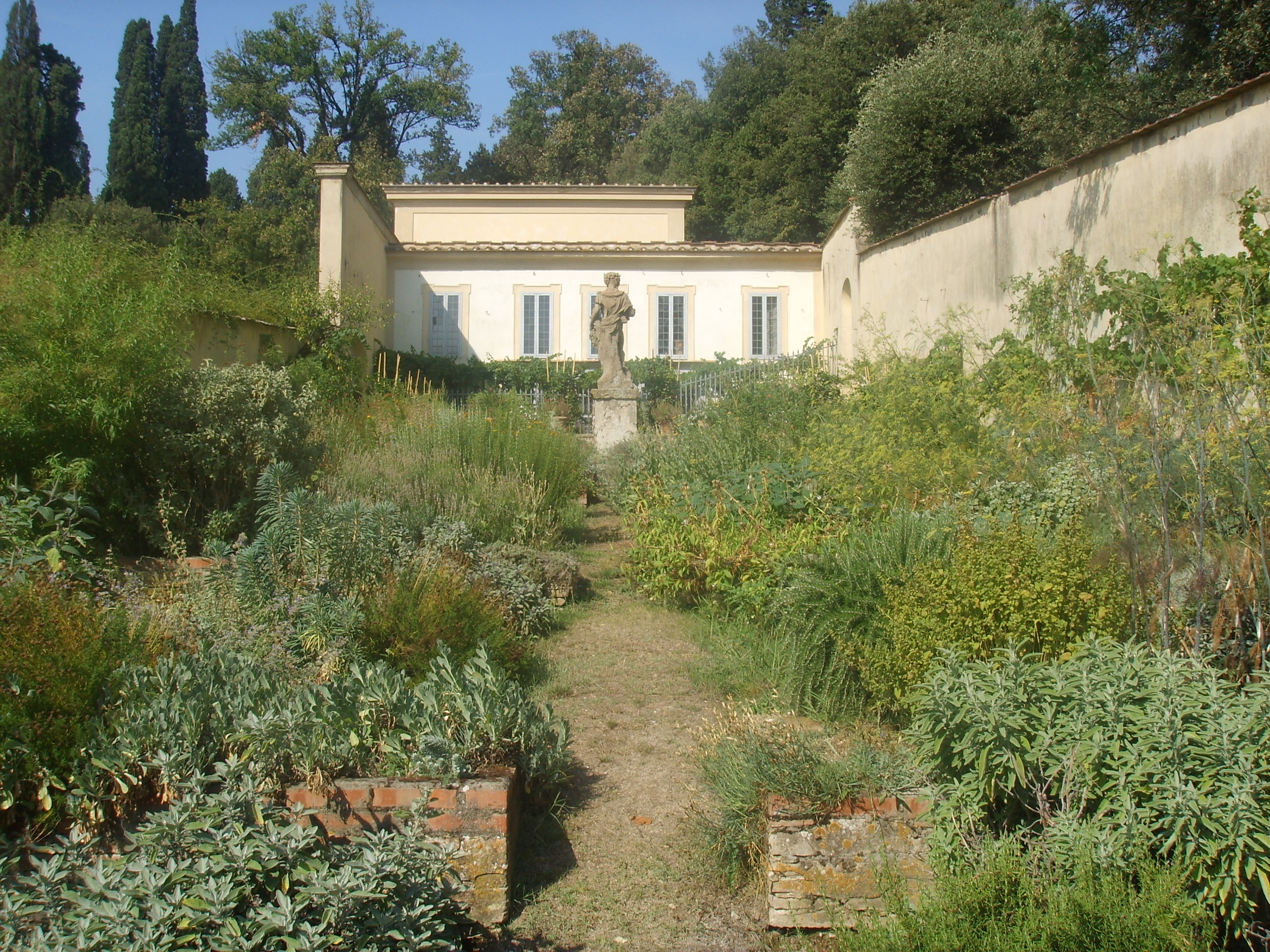
Il giardino segreto o Ortaccio

Due piccoli giardini segreti, laterali rispetto al grande spazio centrale, sono attigui alle due grandi limonaie, costruite dai Lorena. Questi giardini hanno alte mura che li circondano e che li rendono invisibili rispetto alle altre zone dei giardini. In questi ambienti, dei quali con un occhio non attento non si accorge nemmeno dell'esistenza dall'esterno, i residenti della villa potevano stare in isolamento e raccoglimento assoluto, in una sorta di Arcadia.
In quello ad est, denominato anche Ortaccio, era stato costruito un capanno, posto su un grande albero, il cui interno conteneva una tavola di marmo con fontana musicale. Nel corso del secolo XVII fu costruita la cosiddetta Stufa dei mugherini, un padiglione-serra che ospita in inverno le collezioni di gelsomini, iniziate da Cosimo III, tra le quali si annovera il raro gelsomino doppio indiano di Goa, detto mugherino, da cui il nome della serra. Oggi contiene un giardino aromatico, dove oltre ai gelsomini, sono presenti esemplari rigogliosi di lavanda, finocchio, timo, rosmarino e altro. Vi si trova una statua dell'Autunno o Divinità agreste, recentemente restaurata, in pietra serena.
L'altro piccolo giardino detto dell'imbrecciato, per la pavimentazione in brecciolino policromo, era collegato alla cucina di uso esclusivo del padrone. Vi era un tempo collocata una statua di Esculapio, dio della medicina, delle erbe e quindi anche della dispensa.

### La fontana del Gennaio

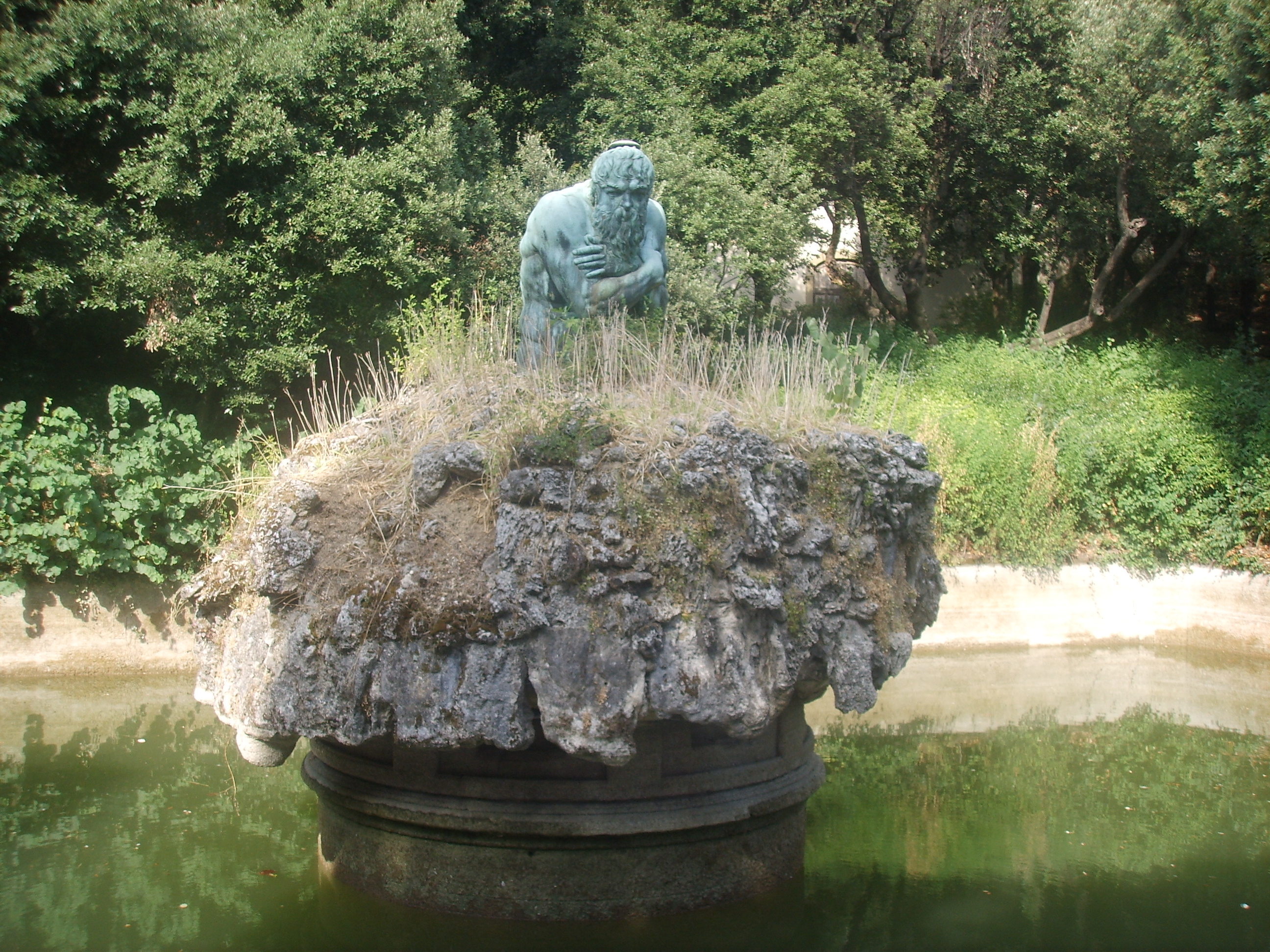
Il Gennaio o Appennino di Bartolomeo Ammannati

Da qui due rampe di scale coperte, poste ai lati del giardino all'italiana, portano al livello superiore dove si trova "il selvatico", cioè la zona boscosa, dove si incontra il bacino quadrangolare della fontana del Gennaio o dell'Appennino, che prende il nome dalla statua bronzea posta al centro su uno scoglio spugnoso, opera di Bartolomeo Ammannati (databile tra il 1563 e il 1565), che raffigura un vecchio che tenta di ripararsi dal freddo con le braccia. Originariamente dalla testa della statua usciva un getto d'acqua a ombrello. Il bacino serve per raccogliere e far confluire le acque provenienti dagli acquedotti della Castellina e della Petraia.
Questa parte del giardino è composta da un fitto bosco, con lecci e querce. Da qui si diparte il grande parco all'inglese, con un bosco segnato da vialetti rettilinei a raggiera, realizzato nel terzo decennio dell'Ottocento dai Lorena, oltre il quale un tempo si estendeva la campagna della tenuta agricola, coltivata a vite e ulivo.

## Opere già nella villa di Castello
- Sandro Botticelli, Nascita di Venere
- Sandro Botticelli, Primavera
- Luca Signorelli, Madonna col Bambino tra ignudi